# Graceful World
Singles de Every Little Thing
Fragile / Jirenma
(2001) Jump
(2001)
Graceful World est le 18e single du groupe japonais Every Little Thing.

## Présentation
Le single sort le 21 février 2001 au Japon sur le label Avex Trax, deux mois seulement après le précédent single du groupe, Fragile / Jirenma. Il atteint la 5e place du classement des ventes hebdomadaire de l'Oricon, et reste classé pendant huit semaines, se vendant à 194 400 exemplaires.
Le single ne contient qu'une chanson, dans quatre versions différentes : sa version originale, sa version instrumentale, et deux versions remixées. La chanson-titre a été utilisée comme chanson-thème du drama Big Wing avec Yuki Uchida. Elle figurera sur le quatrième album du groupe, 4 Force qui sortira un mois plus tard, puis sur ses compilations de singles Every Best Single 2 de 2003 et Every Best Single - Complete de 2009. Elle sera également remixée sur l'album de remix The Remixes III: Mix Rice Plantation de 2002.

## Liste des pistes
La chanson est écrite par Kaori Mochida, composée par Yasuo Ohtani (stylisé en Y@suo Ohtani), et arrangée par Genya Kuwajima, Ichirō Itō, et Ohtani.
| CD    | CD                             | CD           | CD    | CD | CD | CD | CD | CD | CD |
| No    | Titre                          | Remixeur     | Durée |    |    |    |    |    |    |
| ----- | ------------------------------ | ------------ | ----- | -- | -- | -- | -- | -- | -- |
| 1.    | Graceful World                 |              | 5:05  |    |    |    |    |    |    |
| 2.    | Graceful World (2 Fat GTR Mix) | Naoki Atsumi | 6:16  |    |    |    |    |    |    |
| 3.    | Graceful World (AMAZING MIX)   | K-Taro       | 4:45  |    |    |    |    |    |    |
| 4.    | Graceful World (Instrumental)  |              | 5:03  |    |    |    |    |    |    |
| 21:13 |                                |              |       |    |    |    |    |    |    |